# 23221 Дельґадо
23221 Дельґадо (23221 Delgado) — астероїд головного поясу, відкритий 1 листопада 2000 року.
Тіссеранів параметр щодо Юпітера — 3,576.